# Дьюла Ракоші
Дьюла Ракоші (угор. Rákosi Gyula, нар. 9 жовтня 1938, Будапешт) — угорський футболіст, що грав на позиції нападника. По завершенні ігрової кар'єри — тренер.
Виступав, зокрема, за клуб «Ференцварош», а також національну збірну Угорщини.
Чотириразовий чемпіон Угорщини. Володар Кубка ярмарків.

## Клубна кар'єра
Вихованець клубу «Ференцварош». У дорослому футболі дебютував 1957 року виступами за команду клубу «Ференцварош», кольори якої і захищав протягом усієї своєї кар'єри гравця, що тривала цілих шістнадцять років. В період з 1957 по 1962 роки чотири рази ставав переможцем угорського чемпіонату та двічі володарем кубку Угорщини. У складі «Ференцвароша» в 1965 році став переможцем Кубку ярмарків, а в 1968 році — його фіналістом, а в 1972 році став півфіналістом Кубку УЄФА. Більшість часу, проведеного у складі «Ференцвароша», був основним гравцем атакувальної ланки команди. 
7 червня 1975 року зіграв прощальний матч між «Уллої» та «Воєводини» (1:1). Протягом кар'єри зіграв 512 матчів, серед яких 332 — в чемпіонаті, 168 — міжнародних та 22 — в національному кубку. Відзначився 116-ма голами (63 — у чемпіонаті, 53 — в інших турнірах).

## Виступи за збірну
1960 року дебютував в офіційних матчах у складі національної збірної Угорщини. Протягом кар'єри у національній команді, яка тривала 9 років, провів у формі головної команди країни 41 матч, забивши 4 голи.
У складі збірної був учасником  футбольного турніру на Олімпійських іграх 1960 року у Римі, на якому команда здобула бронзові нагороди, чемпіонату світу 1962 року у Чилі, чемпіонату Європи 1964 року в Іспанії, на якому команда здобула бронзові нагороди, чемпіонату світу 1966 року в Англії.

## Кар'єра тренера
З 1973 року працював у тренерському штабі «Ференцвароша», тренував молодіжну команду клубу. Розпочав самостійну тренерську кар'єру 1980 року, очоливши тренерський штаб клубу «Кечкемет», в якому пропрацював до 1982 року. Працював у Кувейті, з 1982 року очолював «Аль-Насср». З 1982 по 1988 роки працював асистентом головного тренера, а в 1988—1990 роках очолював «Ференцварош». На посту головного тренера клубу провів два сезони (163 поєдинки). Потім працював тренером у збірній Угорщині, а з 1977 по 1980 роки очолював молодіжну збірну Угорщини. Також в період з 1986 по 1988 року тренував жіночу збірну Угорщини.  
В подальшому очолював команду клубу «Татабанья».
Наразі останнім місцем тренерської роботи був клуб «3-й округ ТВЕ», головним тренером команди якого Дьюла Ракоші був 1992 року.

## Титули і досягнення

### Клубні
- Чемпіон Угорщини («Ференцварош»):
  -  Чемпіон (4): 1962/63, 1964, 1967, 1968
  -  Срібний призер (5): 1959/60, 1965, 1966, 1970 (весна), 1970/71
  -  Бронзовий призер (4): 1957/58, 1961/62, 1963 (осінь), 1969

- Кубок Угорщини
  -  Володар (2): 1955/58, 1971/72
  -  Фіналіст (1): 1966

- Володар Кубок ярмарків («Ференцварош»):
  -  Фіналіст (3): 1964/65

### У збірній
- Олімпійський футбольний турнір
  -  Бронзовий призер (1): 1960

- Чемпіонат Європи
  -  Бронзовий призер (1): 1964